# Amore in corsa
Amore in corsa (Love on the Run) è un film statunitense del 1936 diretto da W. S. Van Dyke.